# Матойнс-ду-Норти

Матойнс-ду-Норти на карте штата.

Матойнс-ду-Норти (порт. Matões do Norte) — муниципалитет в Бразилии, входит в штат Мараньян. Составная часть мезорегиона Север штата Мараньян. Входит в экономико-статистический микрорегион Итапекуру-Мирин. Население составляет 13 794 человека на 2010 год. Занимает площадь 794,651 км². Плотность населения — 17,36 чел./км².

## Демография
Согласно сведениям, собранным в ходе переписи 2010 г. Национальным институтом географии и статистики (IBGE), население муниципалитета составляет:
| Полное население                               | Полное население                               | Полное население                               | Полное население                               | 13 794 |
| ---------------------------------------------- | ---------------------------------------------- | ---------------------------------------------- | ---------------------------------------------- | ------ |
| в том числе:                                   | Городское население                            | 4679                                           | Процент городского населения, %                | 33,92  |
|                                                | Сельское население                             | 9115                                           | Процент сельского населения, %                 | 66,08  |
|                                                | Мужское население                              | 7241                                           | Процент мужского населения, %                  | 52,49  |
|                                                | Женское население                              | 6553                                           | Процент женского населения, %                  | 47,51  |
| Плотность населения, чел/км²                   | Плотность населения, чел/км²                   | Плотность населения, чел/км²                   | Плотность населения, чел/км²                   | 17,36  |
| Население муниципалитета в % к населению штата | Население муниципалитета в % к населению штата | Население муниципалитета в % к населению штата | Население муниципалитета в % к населению штата | 0,21   |

По данным оценки 2016 года, население муниципалитета составляет 16 169 жителей.

## Статистика
- Валовой внутренний продукт на 2003 год составляет 12 342 110,00 реалов (данные: Бразильский институт географии и статистики).
- Валовой внутренний продукт на душу населения на 2003 год составляет 1589,86 реалов (данные: Бразильский институт географии и статистики).
- Индекс развития человеческого потенциала на 2000 год составляет 0,495 (данные: Программа развития ООН).